# Курт Ваксмут
Курт Ваксмут (нім. Curt Wachsmuth; 27 квітня 1837, Наумбург — 8 червня 1905, Лейпциг) — німецький класичний філолог, археолог та історик.

## Життєпис
Курт Вахсмут народився в сім'ї адвоката та нотаріуса Юліуса Вахсмута (1803–1877), мав двох братів – старшого та молодшого. Початкову освіту здобув у гімназії міста Наумбург (нім. Domgymnasium Naumburg), згодом продовжив навчання у школі при монастирі Пфорта, де вчилося не перше покоління Вахсмутів. Під час навчання захоплювався математикою та давніми мовами, особливі успіхи мав у вивченні давньогрецької мови. Як свою випускну роботу в 1856 році Ваксмут склав порівняльну характеристику Есхілової трагедії «Хоефори» та Софоклової трагедії «Електра».
|                                                                     | Перш за все, його письмові й усні досягнення вирізнялися граматичною чіткістю й точністю, а також ретельними й всебічними особистими дослідженнями, так що його [...] з упевненістю можна назвати відмінником з цього предмету. |
| — запис щодо володіння давньогрецькою в шкільному атестаті Ваксмута | |

Після закінчення школи вивчав класичну філологію в Єнському та Боннському університетах. Під час навчання в Єні він доєднався до дуельного студентського братства (нім. Burschenschaft Arminia auf dem Burgkeller). Одним із його викладачів був Фрідріх Річль, з яким він близько спілкувся, а згодом взагалі одружився з його старшою донькою Марі.
Після закінчення навчання працював викладачем у гімназії Іоахімсталь в Берліні. Під час викладання отримав стипендію на археологічне дослідження і восени 1860 року поїхав до Італії. У 1861 році перебрався до Афін, де служив секретарем та перекладачем у прусському посольстві. Там він провів два роки, збираючи найважливіші матеріали для своєї головної праці «Місто Афіни в античності» (нім. Die Stadt Athen im Altertum). У 1862 році отримав ступінь доктора класичної філології та античної історії в Боннському університеті, а в 1864 році став професором в Марбурзькому університеті, в якому у 1868 обійняв посаду проректора. З 1886 року Вахсмут викладав у Лейпцигу, де він змінив філолога Людвіга Ланге на посаді завідувача кафедри стародавньої історії та класичної філології. Вахсмут був ректором Марбурзького університету в 1868-1869 рр. та Лейпцизького університету в 1897-1898 рр. У 1884 році він був обраний членом-кореспондентом Геттінгенської академії наук. З 1891 року був іноземним членом Баварської академії наук.
Курт Ваксмут помер 8 червня 1905 року в місті Лейпциг, де й похований.

## Науковий доробок
Окрім значних досягнень у філології, Ваксмут також відзначився і в царині античної історії, особливо цікавим є його доробок з топографії Греції, а саме стародавніх Афін. Його опис Афін можна вважати шедевром критики античних джерел, дарма що ця праця так і залишилася незавершеною. Навіть не зважаючи на той факт, що більшість висновків Ваксмута більше не вважаються обґрунтованими через сучасні археологічні дослідження, проте він був першим хто помістив відповідні стародавні джерела, зокрема й щодо топографії Афін, у змістовний контекст. У творчості Ваксмута класична філологія та антична історія злилися в єдність до такої міри, що це також сформувало його репутацію як вченого, який представляє свого роду перехрестя для обох дисциплін. З цієї точки зору заслуговує на увагу також його «Вступ до вивчення стародавньої історії» (нім. Einleitung in das Studium der Alten Geschichte) складений в 1895 році.
Увесь науковий доробок Курта Ваксмута (наукові твори, есе, наукові плани, промови, рецензії тощо) були передані його родичами до бібліотеки Королівської філологічної семінарії Лейпцизького університету. Більшість вцілілих робіт містять автентичні нотатки автора, а також праці та колоквіуми написані іншими авторами. Доступ до колекції є відкритим для усіх охочих під наглядом керівництва бібліотеки.

## Обрані твори
- «Кратес Малоський», Лейпциг, 1860 рік (лат. De Cratete Mallota)
- «Місто Афіни в античності» у 2 томах, Лейпциг, 1874–1890 рр. (нім. Die Stadt Athen im Altertum)
- «Думки стоїків щодо мантики та демонів», Берлін, 1860 рік (нім. Die Ansichten der Stoiker über Mantik und Dämonen)